# Nystalea serrata
Nystalea serrata är en fjärilsart som beskrevs av William Schaus 1921. Nystalea serrata ingår i släktet Nystalea och familjen tandspinnare. Inga underarter finns listade i Catalogue of Life.